# Max Tonetto
Max Tonetto, född 18 november 1974 i Trieste i Italien, är en italiensk före detta fotbollsspelare (mittfältare) (back).
Max Tonetto inledde sin karriär i San Giovanni och Reggina i början av 90-talet. Han debuterade i Serie A för Empoli 1997 och fick ett riktigt lyft i karriären när han kom till Lecce 2000. Max Tonetto spelade för laget under fyra säsonger och blev även lagkapten för laget 2003. Sedan spelade han två framgångsrika säsonger för Sampdoria mellan 2004 och 2006 innan han hamnade i Roma 2006. Där har han visat goda egenskaper som vänsterback. Max Tonetto har spelat över 300 matcher i Serie A. 2007 gjorde han debut för det italienska landslaget i EM-kvalet och blev då den äldste debutanten genom tiderna för Italien vid en ålder av 32 år.